# Виноделие в Тунисе
Виноделие в Тунисе придерживается французской традиции, сохранившейся со времён господства Франции в 1881—1956 годах. Виноделие особенно развито в вилайетах Набель и Тунис.

## История виноделия
Тунисское вино имеет долгую историю, восходящую к античности, как и большинство стран Средиземноморья с финикийцами и Карфагеном.

## Основные регионы виноделия
Большая часть тунисского винного производства сосредоточена в Кап-Бон и его окрестностях.

## Крупнейшие производители
Ежегодно на территории Туниса производится‘ около 480 000 гл белого и красного вина, при этом почти всё произведенное вино остаётся внутри страны.
Площадь виноградников — около 5 000 га.

## Культивируемые сорта винограда
- Кариньян (Carignan)
- Гренаш (Grenache)
- Кларет (Clairette)
- Бельди (Beldi)
- Сенсо (Cinsault)
- Мускат Александрийский (Muscat of Alexandria)

## Национальная классификация вин
Большую часть производства составляет розовое вино.